# 道南バス洞爺湖温泉ターミナル

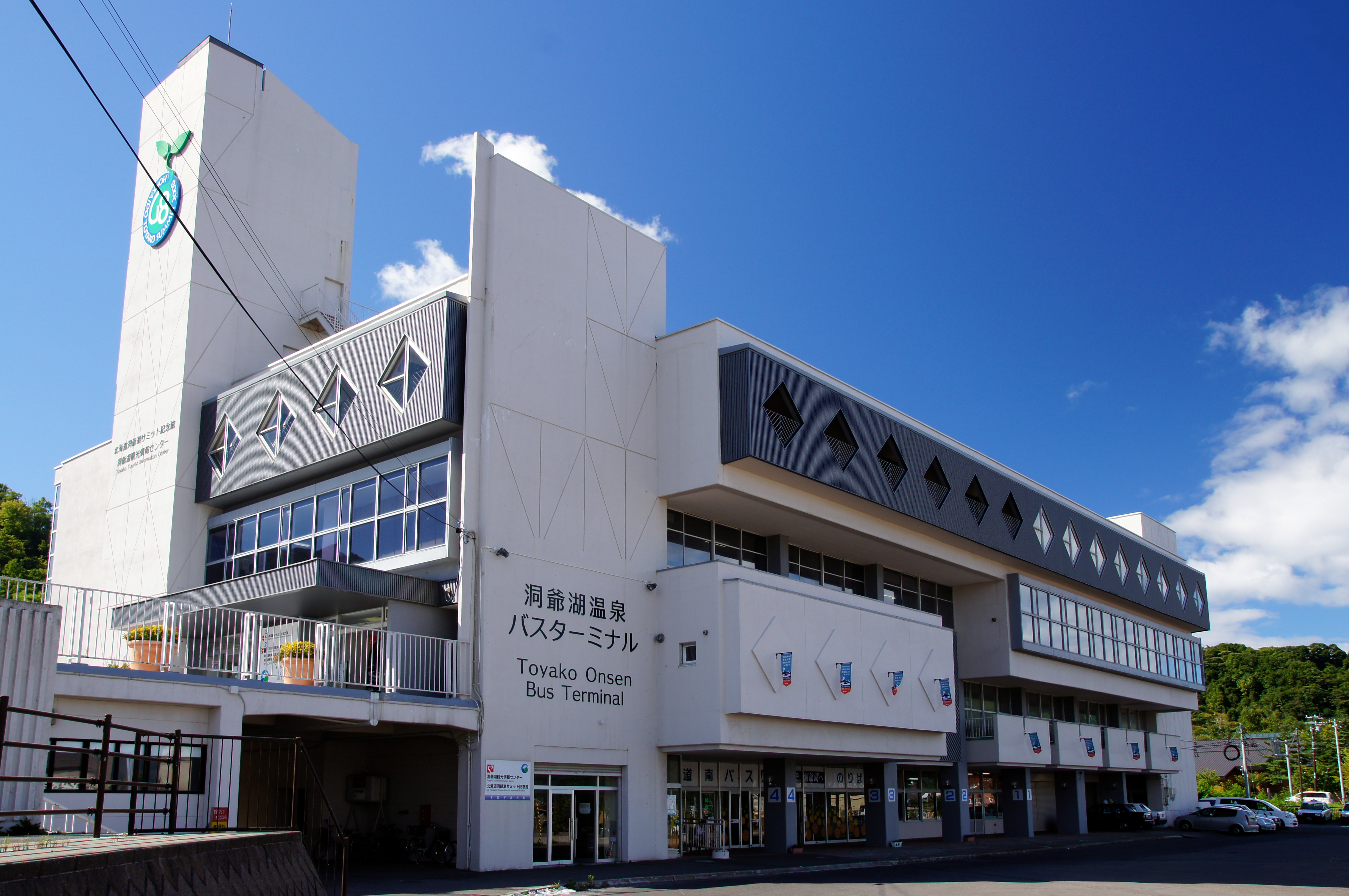
道南バス洞爺湖温泉ターミナル

道南バス洞爺湖温泉ターミナル（どうなんバスとうやこおんせんターミナル）は北海道虻田郡洞爺湖町洞爺湖温泉街にあるバスターミナル。道南バスの郊外線・都市間バスが発着する。

## 所在地
- 北海道虻田郡洞爺湖町洞爺湖温泉142番地[1]

## 概要
停留所名は「洞爺湖温泉」。

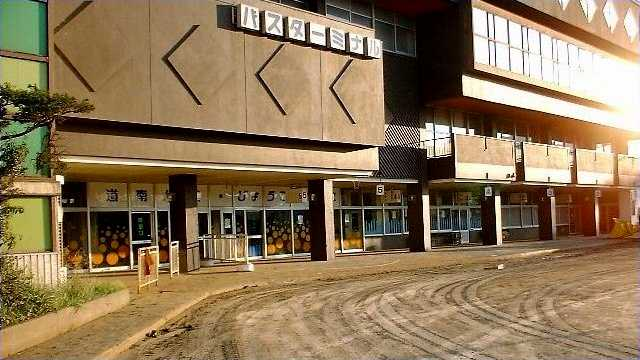
道南バス洞爺湖温泉ターミナル（2000年8月8日撮影）

洞爺湖町の「洞爺湖観光情報センター」の1階に窓口と待合室が併設されており、定期乗車券やバスカードの発券、都市間バスの予約を取り扱う。
当ターミナル開設当初、ターミナル建屋には「洞爺湖温泉駅」と表示。されていたが、現在は「洞爺湖温泉バスターミナル」と表記が改められている。
現在、ターミナルのバス待合室のりばへバスは「横付け停車」にて客扱いを行っているが、開業当初はターミナルに設置された頭端式ホームにより客扱いを行っていた。
本建物は、道南バスが、当地にて観光開発を展開するべく設立した子会社「道南観光開発株式会社」

が、1970年(昭和45年)5月開業させた日帰りレジャー施設「洞爺サマーランド」
であり、その施設の一部としてバスターミナルが造られた。
1968年(昭和43年)、虻田町の温泉小学校跡地払い下げを期に同地を取得しバスターミナル建設の運びになるが、膨らんでしまった日帰りレジャー施設の計画が、「レジャー施設の中のバスターミナル」という形になって開業してしまった。鉄筋コンクリート造地下2階・地上4階建延床面積1.3万平米で総工費10億円を投じ年間50万人の利用者を目論んだものの初年度に38.5万人・1971年度に25万人に留まりロッテ商事との資本提携による再建計画が検討されるも折り合わず合理化による自主再建を図る計画としたが、その後累積損失9億8千万円を抱え「洞爺サマーランド」は1972年4月24日会社側の都合を理由に休館となった。
サマーランド営業休止後のターミナル建物は、バスターミナルのみ営業の状況が、有珠山の1977年-1978年噴火後まで続く。
有珠山の噴火沈静化後になって、やっとバスターミナルの階上部分を旧・虻田町が取得し活用することになる。噴火鎮静後の1978年（昭和53年）、バスターミナル隣接地に噴火の歴史を残すために開館された「虻田町立火山博物館」が、同年10月発生して泥流災害で被災、開館半年にて全損。その移転先として旧・サマーランド施設が浮上、1981年（昭和56年）より旧・サマーランドの2階部分が改装の上「虻田町立火山科学館」として使用開始する
。2007年（平成19年）、有珠山の2000年噴火による泥流被害により被災した旧・洞爺湖温泉小学校跡地に「洞爺湖ビジターセンター」が完成し、同建物に併設される形で移転するまで「火山科学館」として利用された。
火山科学館移転後の空きスペースは、2008年（平成20年）北海道洞爺湖サミットに於ける日本政府の現地本部とするために改修の上利用されることになる。
サミット終了後の2009年、「洞爺湖観光情報センター」として再び活用されることとなった。施設内には洞爺湖温泉観光協会、洞爺湖町役場洞爺湖温泉支所、洞爺湖町商工会洞爺湖温泉支所等が入居している他、3階には「北海道洞爺湖サミット記念館」が開設された。
その後、2015年ターミナル施設を改修している。

## 乗り入れ路線
2016年10月1日現在。いずれも道南バス。
- ルスツリゾート、定山渓、札幌駅前方面
- 洞爺駅前、総合福祉館、豊浦しおさい前方面
- 有珠経由/壮瞥経由、伊達駅前、上稀府、室蘭港方面
- 東町サンパレス方面
- 月浦経由/壮瞥経由、とうや水の駅方面
- 昭和新山方面（季節運行）

かつては、共同運行をおこなっていた各路線が存在し、ターミナルへ乗入れしていたが、現在他社による乗入れ路線はない。
函館バスと共同運行した函館－洞爺湖温泉線、北海道中央バスと共同運行した新千歳空港－洞爺湖温泉線　の各路線は路線廃止。
じょうてつと共同運行を行っていた札幌－洞爺湖温泉線は、じょうてつが路線から運行を撤退。

一階バスターミナルの敷地内にて、北海道交運事業協同組合（HKグループ）系の札幌交通洞爺営業所（洞爺ハイヤー）が営業所を構えている。